# Émile d'Oultremont (1831-1896)
Pour les autres membres de la famille, voir Famille d'Oultremont.
Le comte Émile-Henri d'Oultremont (5 avril 1831 à Nieuwkuijk - 16 mars 1896 à Bruxelles), fut un militaire et homme politique belge. 

## Biographie
Émile d'Oultremont est le fils du comte Joseph-Ferdinand d'Oultremont, chambellan de son beau-frère Guillaume Ier des Pays-Bas (qui avait épousé sa sœur Henriette d'Oultremont en secondes noces), et d'Isabelle Bonham (sœur du gouverneur George Bonham). Il est notamment le frère des généraux Adrien d'Oultremont, Théodore d'Oultremont et de John d'Oultremont.
Il épouse la baronne Juliette Tahon de la Motte, petite-nièce de Théodore Tahon de la Motte et de Charles de Bousies de Rouveroy.
Sorti de l'École royalemilitaire, il devient officier de cavalerie. 
Propriétaire d'un domaine à Gondregnies, il en devient bourgmestre. En 1884, il est élu sénateur de l'arrondissement d'Ath. Il occupe son siège jusqu'à sa mort et fut ensuite remplacé par Adhémar d'Oultremont de Duras.

## Mandats et fonctions
- Bourgmestre de Gondregnies
- Sénateur pour l'arrondissement d'Ath (1884-1896)

## Source
- L. Derie, V. Marchal, Galerie nationale : Le Sénat belge en 1894-1898, Bruxelles, 1897, p. 500.
- Archives et bibliothèques de Belgique, Volume 41, Association des archivistes et bibliothécaires, 1970
- Julien van den Broeck, Financieel-institutionele analyse van de Belgische beursgenoteerde spoorwegsector 1836-1957, Garant, 2004